# Ken Rosewall

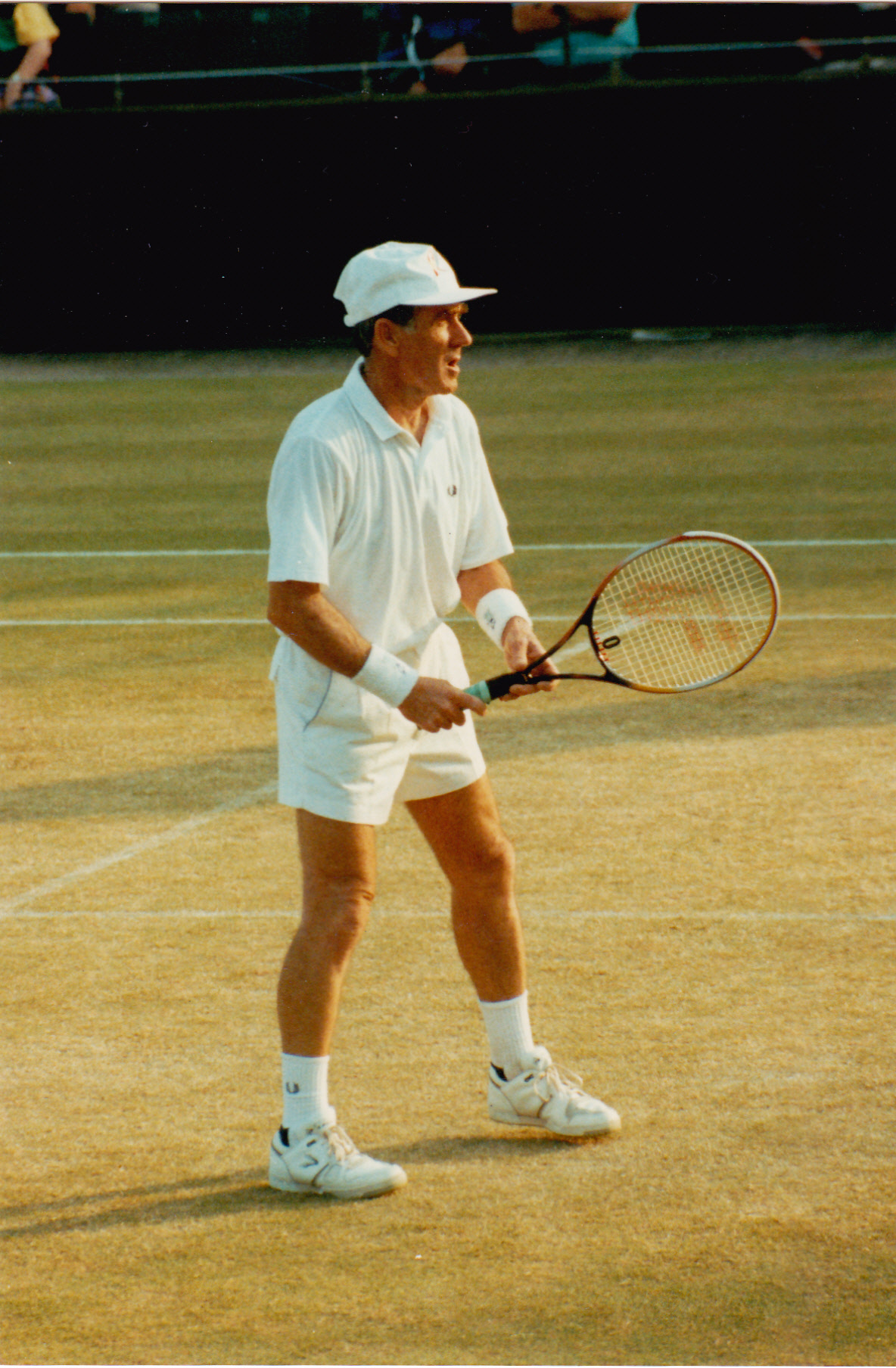
Ken Rosewall op Wimbledon, circa 1988
(foto door Charlie Pasarell)

Kenneth Robert (Ken) Rosewall (Sydney, 2 november 1934) is een voormalig tennisspeler uit Australië. Rosewall begon met tennis toen hij drie jaar oud was. Hij speelt rechtshandig, met een enkelhandige backhand, hoewel hij van nature linkshandig is. Hij was actief in het proftennis van 1957 tot en met 1977.
Rosewall won achttien grandslamtitels: acht in het enkelspel, negen in het mannendubbelspel en één in het gemengd dubbelspel.
Hij vertegenwoordigde Australië bij de Davis Cup in de jaren 1953 tot en met 1956, alsmede in 1973 en 1975. In 1953, 1955, 1956 en 1973 won Australië in de Wereldgroep van de Verenigde Staten. Hij had een winst/verlies-balans van 19–3 op de Davis Cup.
Rosewall is een van de beste spelers die nooit Wimbledon heeft gewonnen. In de periode dat hij de beste grasspeler ter wereld was (1961–1965), was Wimbledon (evenals de andere drie grandslamtoernooien) namelijk niet toegankelijk voor beroepsspelers.
Zijn hoogste notering op de wereldranglijst is de tweede plaats, die hij bereikte in 1953. Maar ook in 1975, op veertigjarige leeftijd, stond hij weer op de tweede plaats.
In 1971 werd Rosewall benoemd tot Lid in de Orde van het Britse Rijk (MBE). In 1980 werd hij opgenomen in de internationale Tennis Hall of Fame.
Op 9 december 2008 werd het centre court van het Olympisch tenniscentrum in Sydney naar hem vernoemd: de Ken Rosewall Arena.

## Loopbaan
Rosewalls lange loopbaan kan worden ingedeeld in drie perioden:

### 1950–1956 als amateur
In 1950, op vijftienjarige leeftijd, speelde Rosewall op het New South Wales Metropolitan Championship – hij bereikte er de halve finale. Op 6 januari 1951 won hij zijn eerste toernooi, in Manly (een buitenwijk van zijn geboortestad Sydney).
In totaal won hij in deze periode 26 enkelspeltitels, waaronder vier grandslamtitels:
- Australian Championships in 1953 en 1955;
- Roland Garros in 1953;
- US Championships in 1956.

Op Wimbledon bereikte hij tweemaal de finale: in 1954 en 1956.
In het mannendubbelspel won hij in deze periode zes grandslamtitels:
- Australian Championships in 1953 en 1956;
- Roland Garros in 1953;
- Wimbledon in 1953 en 1956;
- US Championships in 1956.

In 1956 won hij bovendien op de US Open de titel in het gemengd dubbelspel, samen met Margaret Osborne-duPont.

### 1957–maart 1968 als beroepsspeler, voor hetopen tijdperk
In deze periode waren de Davis Cup en de grandslamtoernooien niet toegankelijk voor beroepsspelers. Rosewall nam deel aan een separaat circuit van beroepstoernooien.
In deze periode won hij minimaal 63 toernooititels waaronder vijftien op zogeheten Pro-Slam toernooien:
- viermaal het Franse Pro-kampioenschap in het Stade Roland-Garros te Parijs (gravel): 1958, 1960, 1961 en 1962;
- viermaal het Franse Pro-kampioenschap in het Stade Pierre-de-Coubertin te Parijs (hout): 1963, 1964, 1965 en 1966;
- vijfmaal het Engelse Pro-kampioenschap in Wembley (hout): 1957, 1960, 1961, 1962 en 1963;
- tweemaal het Amerikaanse Pro-kampioenschap in Forest Hills (gras): 1963 en 1965.

In die jaren kende het internationale tennis naast toernooien ook tournees. Van zeven tournees is bekend dat ze door Rosewall zijn gewonnen: (1) Australian pro tour 1957, (2) Perrier Trophy pro tour 1958, (3) South African pro tour 1959, (4) New Zealand pro tour 1962, (5) Australasian pro tour 1963, (6) U.S. pro tour 1963 en (7) Facis Trophy pro tour 1964.

### april 1968–1977 als beroepsspeler, in hetopen tijdperk
Met ingang van april 1968 werden de grandslamtoernooien ook voor beroepsspelers opengesteld. De Davis Cup bleef echter nog voor hen gesloten tot augustus 1972.
Het eerste 'open' grandslamtoernooi was Roland Garros 1968, waar Rosewall meteen de titel greep, ten koste van zijn vier jaar jongere landgenoot Rod Laver, met wie hij sinds 1963 (toen ook Laver prof werd) een permanente rivaliteit onderhield. Op datzelfde toernooi won Rosewall, samen met Fred Stolle, ook het dubbelspel.
Bij het begin van het open tijdperk was Rosewall al 33 jaar oud. Niettemin won hij in deze periode nog eens 44 enkelspeltitels, waaronder vier grandslamtitels:
- Australian Open in 1971 en 1972;
- Roland Garros in 1968;
- US Open in 1970.

Op Wimbledon bereikte hij tweemaal de finale: in 1970 en 1974.
Met het winnen van de Australian Open in 1972 werd Rosewall de oudste grandslamwinnaar in het open tijdperk – hij was 37 jaar, twee maanden en een dag oud.
In het mannendubbelspel won hij in deze periode drie grandslamtitels:
- Australian Open in 1972;
- Roland Garros in 1968;
- US Open in 1969.

Op Wimbledon bereikte hij tweemaal de finale: in 1968 en 1970.

## Prestatietabel grandslamtoernooien
| Legenda | Legenda                          |
| ------- | -------------------------------- |
| g.t.    | geen toernooi gehouden           |
| l.c.    | lagere categorie                 |
| –       | niet deelgenomen                 |
| G       | uitgeschakeld in de groepsfase   |
| 1R      | uitgeschakeld in de eerste ronde |
| 2R      | uitgeschakeld in de tweede ronde |
| 3R      | uitgeschakeld in de derde ronde  |
| 4R      | uitgeschakeld in de vierde ronde |
| KF      | uitgeschakeld in de kwartfinale  |
| HF      | uitgeschakeld in de halve finale |
| F       | de finale verloren               |
| W       | het toernooi gewonnen            |
| w-v     | winst/verlies-balans             |

### Enkelspel
| Toernooi        | 1951 | 1952 | 1953 | 1954 | 1955 | 1956 |    | 1968 | 1969 | 1970 | 1971 | 1972 | 1973 | 1974 | 1975 | 1976 | 1977 | 1977 | 1978 |
| --------------- | ---- | ---- | ---- | ---- | ---- | ---- | -- | ---- | ---- | ---- | ---- | ---- | ---- | ---- | ---- | ---- | ---- | ---- | ---- |
| Australian Open | 1R   | KF   | W    | HF   | W    | F    | –  | 3R   | –    | W    | W    | 2R   | –    | –    | HF   | HF   | KF   | 3R   |      |
| Roland Garros   | –    | 2R   | W    | 4R   | –    | –    | W  | F    | –    | –    | –    | –    | –    | –    | –    | –    | –    | –    |      |
| Wimbledon       | –    | 2R   | KF   | F    | HF   | F    | 4R | 3R   | F    | HF   | –    | –    | F    | 4R   | –    | –    | –    | –    |      |
| US Open         | –    | KF   | HF   | HF   | F    | W    | HF | KF   | W    | –    | 2R   | HF   | F    | –    | –    | 3R   | 3R   | –    |      |

### Mannendubbelspel
| Australian Open | KF | W | KF | F | W | –  | F  | –  | KF | W  | – | –  | HF | 1R | – |
| Roland Garros   |    | W | F  |   |   | W  | KF | –  | –  | –  | – | –  | –  | –  | – |
| Wimbledon       | HF | W | HF | F | W | F  | 3R | F  | KF | –  | – | 2R | –  | –  | – |
| US Open         |    |   | F  |   | W | 3R | W  | HF | –  | 3R | F | 2R | –  | –  | – |

### Gemengd dubbelspel
| Toernooi        | 1952 | 1953 | 1954 | 1955 | 1956 |
| --------------- | ---- | ---- | ---- | ---- | ---- |
| Australian Open | –    | –    | –    | –    | –    |
| Roland Garros   | –    | HF   | –    | ?    | –    |
| Wimbledon       | 2R   | –    | F    | –    | –    |
| US Open         | KF   | –    | KF   | ?    | W    |